# Пономарьова Галина Миколаївна
Гали́на Микола́ївна Пономарьо́ва (28 січня 1925, Кременчук — 17 липня 2006, Кременчук) — українська вчителька, директор школи, нагороджена орденом Вітчизняної війни другого ступеня та медаллю «За відвагу», почесна громадянка Кременчука.

## Життєпис
Народилася у родині службовців. У червні 1941 року закінчила 9 клас, з початком Другої світової війни допомагала в сільгоспі на станції Галещина. Через місяць школярів забрали — почалися бомбардування.
У спогадах писала, що ще в 1941 почала в Кременчуці розповсюджувати листівки, а 1942 року підпільна група налічувала десяток школярів. Розносили листівки по придніпровських селах, провожатим був М. В. Зозуля, згодом німці спалили будинок.
Після приходу радянських військ працювала в артілі, закінчила десятирічку, відновлювала зруйноване місто. Закінчила філологічний факультет Харківського державного університету.
З 1949 року працювала в селі Головач Полтавської області вчителем української мови та літератури.
Переїхала до Кременчука, працювала у СШ № 4 учителем російської мови, згодом — завуч.
Двадцять один рік була директором школи № 5 — з жовтня 1967 року.
1974 року її досвід керівника вивчив та схвалив Полтавський обласний відділ народної освіти і рекомендував використовувати у школах області.
Обиралася до складу міського комітету Компартії України.
Очолювала раду молодих педагогів при Автозаводському комітеті комсомолу.
Сімнадцять років була головою ради ветеранів Автозаводського району Кременчука — з 1987 року, після виходу на пенсію.